# Folke Bernadottesamlingarna
Folke Bernadotteakademin driver sedan 2006 Fredsarkivet (tidigare Folke Bernadottesamlingarna), ett digitalt forskningsarkiv över Sveriges insatser för fred. Dokumentation av samtliga fredsinsatser med svenskt deltagande inkluderas och materialet är kostnadsfritt tillgängligt vid datorer hos anslutna bibliotek, museer, lärosäten, departement och myndigheter. 

## Samlar spridda arkiv
Sveriges medverkan i internationella fredsinsatser är omfattande och långvarigt. Trots detta är forskningen inom området begränsad. Svenska myndigheter och utlandsinsatser producerar stora mängder dokumentation om t.ex. förberedelser, insatsförlopp och avveckling. Hundratals hyllmeter finns hos olika arkivbildare och arkivinstitutioner, t.ex. Försvarsmakten, Krigsarkivet, Riksarkivet, Rikspolisstyrelsen och Utrikesdepartementet. Fördelningen av materialet har gjort det svårtillgängligt och okänt. Fredsarkivet ökar tillgängligheten och förenklar återsökningen.

## Ett rikt material
I Fredsarkivet finns omkring 2,5 miljoner myndighetshandlingar, t.ex. rapporter, krigsdagböcker, lägesorienteringar, order, fotografier och bataljonstidskrifter. Dessutom pågår insamling av personarkiv från utlandsveteraner som medverkat i fredsinsatser. Dessa innehåller dagböcker, fotografier, brev och ibland rörliga bilder. Materialet är värdefullt för forskning och uppföljning, eftersom det speglar enskilda individers upplevelser och alltså kompletterar myndighetshandlingarna. Fredsarkivet uppdateras regelbundet med dokument från sentida insatser, med tidigare sekretessbelagt material från äldre insatser och med personarkiv från veteraner. 

## Många vinster
Ett lättåtkomligt och enkelt sökbart digitalt arkiv underlättar forskning, teoriutveckling, metodutveckling, utbildning, släktforskning och allmänbildning. Digitaliseringen innebär också att arkivmaterial från en viktig del av Sveriges historia bevaras för framtida generationer. För forskare möjliggör Fredsarkivet både utvärderingar av fredsinsatser med svenskt deltagande och ny forskning. Försvarsmyndigheter erbjuds ett rikt material för erfarenhetsinsamling och utvärdering, vilket kan främja planering av samtida och framtida internationella fredsinsatser. För studenter, släktforskare och allmänhet öppnar Fredsarkivet dörrar till ett ofta svårtillgängligt och okänt material.